# William Kvist
William Kvist, né le 24 février 1985 à Rønde (en) au Danemark, est un ancien footballeur international danois qui évoluait au poste de milieu de terrain. 
Il est un joueur emblématique du FC Copenhague, détenant le record de matchs disputés pour le club. Il est également un membre régulier de l'équipe nationale du Danemark de 2007 à 2018, avec laquelle il participe à deux coupes du monde, en 2010 et en 2018, ainsi qu'à l'Euro 2012.

## Biographie

### En club
Le 17 juillet 2015, William Kvist fait son retour au FC Copenhague.
En septembre 2016, William Kvist devient le joueur ayant disputé le plus de matchs pour le FC Copenhague, dépassant l'ancien recordman Hjalte Nørregaard avec 322 matchs joués pour le club.
Kvist annonce la fin de sa carrière professionnelle le 27 avril 2019, prenant effet à l'issue de la saison 2018-2019. Il est alors âgé de 34 ans.

### En sélection
William Kvist est appelé la première fois lors de la tournée de janvier 2007 dans la zone CONCACAF. Kvist dispute les trois matchs de son équipe contre les États-Unis (1-3), le Salvador (1-0) et le Honduras (1-1).
Il a été sélectionné dans la liste des 23 pour la Coupe du monde 2010, mais il n'a participé à aucun match durant la compétition. Les danois sortiront dès la phase de poules. Il enchaînera lors de l'Euro 2012 où les Vikings sortiront en phases de poules.
William Kvist disputera sa dernière compétition lors de la Coupe du monde 2018. Il doit déclarer forfait après la victoire contre le Pérou (1-0) à la suite d'un choc avec Jefferson Farfan. Les danois sortiront en huitièmes de finales contre la Croatie futur finaliste de la compétition. 

## Palmarès
FC Copenhague
- Champion du Danemark (7) : 2006, 2007, 2009, 2010, 2011, 2016, 2017
- Vainqueur de la Coupe du Danemark (3) : 2009, 2016, 2017
- Vainqueur de la Royal League (2) : 2005, 2006